# 谢尔努尔
谢尔努尔（羅馬化：Sernur）是俄罗斯马里埃尔共和国的市级镇、谢尔努尔区行政中心，地处马里埃尔共和国东北部，在共和国首府约什卡尔奥拉东北方。伏尔加河流域内一条小河谢尔佳日卡河（Сердяжка）流经该地。
该地2021年人口有8,008人；2010年人口8,686；2002年人口9,031；1989年人口10,196。